# Aeropuerto de Baja Renania
El Aeropuerto de Baja Renania (en alemán Flughafen Niederrhein, también conocido como Aeropuerto de Weeze) (OACI: NRN, FAA LID: EDLV) es un aeropuerto situado en el pequeño municipio de Weeze en la Baja Renania (estado de Renania del Norte-Westfalia) al noroeste de Alemania cerca de la frontera con los Países Bajos. Está a unos  30 kilómetros (19 mi) al sureste de Nimega, Países Bajos, a  50 km (31 mi) al noroeste de Duisburgo y a 89 km (55 mi) de Düsseldorf. Está ubicado en la antigua base militar conocida como RAF Laarbruch y comenzó sus operaciones como aeropuerto civil en 2003.
El Aeropuerto de Baja Renania es utilizado solo por aerolíneas de bajo costo, principalmente Ryanair (que lo denomina Aeropuerto de Düsseldorf (Weeze). Su código IATA es “NRN” por su nombre anterior: Flughafen Niederrhein.
Este aeropuerto ha sufrido varios cambios de nombre. Originalmente, los operadores querían darle el nombre de la ciudad de Düsseldorf, pero la distancia significativa del aeródromo a dicha capital, que ya cuenta con tres aeropuertos internacionales en su entorno (Internacional de Düsseldorf, Düsseldorf-Mönchengladbach y Colonia/Bonn) provocó que un tribunal bloqueara el empleo de ese nombre, ya que podría confundir a los pasajeros. Sin embargo, las aerolíneas que usan el aeropuerto, particularmente Ryanair, aún se refieren incorrectamente a él como 'Düsseldorf (Weeze)'.
El aeropuerto sirve actualmente a las ciudades neerlandesas cercanas de Venlo, Nimega y Eindhoven, la ciudad alemana de Duisburgo y al área inmediata de Weeze.
Hay autobuses públicos directos a Düsseldorf, solamente nueve al día. Hay varios autobuses hacia Weeze, Duisburgo, Essen y Nimega cada hora donde hay buenas conexiones. También hay autobuses que van a Colonia y a Ámsterdam.
El aeropuerto cuenta con las siguientes instalaciones: alquiler de coches (e.g. Hertz, Avis, Sixt, Europcar, Mietwagen Achten), cambio de divisas, sala para cambio de pañales, parking (Park 1, Park 2, total de 7000 plazas).

## Aerolíneas y destinos
| Ciudades por países | Nombre del aeropuerto                                  | Aerolíneas                                                                                 | Aeronaves     | Frecuencias semanales |
| África              | África                                                 | África                                                                                     | África        | África                |
| ------------------- | ------------------------------------------------------ | ------------------------------------------------------------------------------------------ | ------------- | --------------------- |
| Marruecos           |                                                        |                                                                                            |               |                       |
| Agadir              | Aeropuerto de Agadir                                   | Ryanair                                                                                    | B737          |                       |
| Esauira             | Aeropuerto de Esauira                                  | Ryanair                                                                                    | B737          |                       |
| Fez                 | Aeropuerto de Fez                                      | Corendon Airlines Europe Ryanair                                                           | B737-800 B737 |                       |
| Nador               | Aeropuerto Internacional de Nador                      | Ryanair                                                                                    | B737          |                       |
| Marrakech           | Aeropuerto de Marrakech                                | Ryanair                                                                                    | B737          |                       |
| Rabat               | Aeropuerto de Rabat-Salé                               | Ryanair                                                                                    | B737          |                       |
| Tánger              | Aeropuerto de Tánger                                   | Ryanair                                                                                    | B737          |                       |
| Uchda               | Aeropuerto de Oujda                                    | Ryanair                                                                                    | B737          |                       |
| Europa              |                                                        |                                                                                            |               |                       |
| Albania             |                                                        |                                                                                            |               |                       |
| Tirana              | Aeropuerto Internacional Madre Teresa                  | Ryanair                                                                                    | B737          |                       |
| Croacia             |                                                        |                                                                                            |               |                       |
| Dubrovnik           | Aeropuerto de Dubrovnik                                | Ryanair (Estacional) (inicia 2 de abril de 2024)                                           | B737          |                       |
| Pula                | Aeropuerto de Pula                                     | Ryanair (Estacional)                                                                       | B737          |                       |
| Zadar               | Aeropuerto de Zadar                                    | Ryanair (Estacional)                                                                       | B737          |                       |
| Zagreb              | Aeropuerto de Zagreb-Franjo Tuđman                     | Ryanair                                                                                    | B737          |                       |
| Dinamarca           |                                                        |                                                                                            |               |                       |
| Copenhague          | Aeropuerto de Copenhague-Kastrup                       | Ryanair                                                                                    | B737          |                       |
| España              |                                                        |                                                                                            |               |                       |
| Alicante            | Aeropuerto de Alicante                                 | Ryanair                                                                                    | B737          |                       |
| Asturias            | Aeropuerto de Asturias                                 | Ryanair                                                                                    | B737          |                       |
| Castellón           | Aeropuerto de Castellón-Costa Azahar                   | Ryanair                                                                                    | B737          |                       |
| Fuerteventura       | Aeropuerto de Fuerteventura                            | Ryanair (Estacional)                                                                       | B737          |                       |
| Gerona              | Aeropuerto de Gerona                                   | Ryanair                                                                                    | B737          |                       |
| Ibiza               | Aeropuerto de Ibiza                                    | Ryanair (Estacional)                                                                       | B737          |                       |
| Lanzarote           | Aeropuerto César Manrique-Lanzarote                    | Ryanair (Estacional)                                                                       | B737          |                       |
| Málaga              | Aeropuerto de Málaga                                   | Ryanair                                                                                    | B737          |                       |
| Palma de Mallorca   | Aeropuerto de Palma de Mallorca                        | Ryanair                                                                                    | B737          |                       |
| Reus                | Aeropuerto de Reus                                     | Ryanair (Estacional)                                                                       | B737          |                       |
| Sevilla             | Aeropuerto de Sevilla                                  | Ryanair                                                                                    | B737          |                       |
| Tenerife            | Aeropuerto de Tenerife-Sur                             | Ryanair                                                                                    | B737          |                       |
| Francia             |                                                        |                                                                                            |               |                       |
| Béziers             | Aeropuerto de Béziers Cap d'Agde                       | Ryanair (Estacional)                                                                       | B737          |                       |
| Grecia              |                                                        |                                                                                            |               |                       |
| Corfú               | Aeropuerto Internacional de Corfú-Ioannis Kapodistrias | Ryanair (Estacional)                                                                       | B737          |                       |
| Heraklion           | Aeropuerto de Heraklion                                | Sky Express (Grecia) (Chárter estacional)                                                  |               |                       |
| Kos                 | Aeropuerto Internacional de Kos-Hipócrates             | Ryanair (Estacional) (inicia 5 de junio de 2024) Sky Express (Grecia) (Chárter estacional) | B737          |                       |
| La Canea            | Aeropuerto de La Canea                                 | Ryanair (Estacional)                                                                       | B737          |                       |
| Rodas               | Aeropuerto Internacional de Rodas-Diágoras             | Ryanair (Estacional)                                                                       | B737          |                       |
| Salónica            | Aeropuerto de Salónica                                 | Ryanair                                                                                    | B737          |                       |
| Zante               | Aeropuerto Internacional de Zante                      | Sky Express (Grecia) (Chárter estacional)                                                  |               |                       |
| Italia              |                                                        |                                                                                            |               |                       |
| Ancona              | Aeropuerto de Ancona                                   | Ryanair (Estacional)                                                                       | B737          |                       |
| Bari                | Aeropuerto de Bari                                     | Ryanair                                                                                    | B737          |                       |
| Bérgamo             | Aeropuerto de Bérgamo-Orio al Serio                    | Ryanair (Estacional)                                                                       | B737          |                       |
| Cagliari            | Aeropuerto de Cagliari                                 | Ryanair (Estacional)                                                                       | B737          |                       |
| Pescara             | Aeropuerto de Pescara                                  | Ryanair (Estacional)                                                                       | B737          |                       |
| Trapani             | Aeropuerto de Trapani-Birgi                            | Ryanair (Estacional)                                                                       | B737          |                       |
| Portugal            |                                                        |                                                                                            |               |                       |
| Faro                | Aeropuerto de Faro                                     | Ryanair                                                                                    | B737          |                       |
| Oporto              | Aeropuerto de Oporto                                   | Ryanair (Estacional)                                                                       | B737          |                       |
| Reino Unido         |                                                        |                                                                                            |               |                       |
| Edimburgo           | Aeropuerto de Edimburgo                                | Ryanair                                                                                    | B737          |                       |

## Estadísticas
Ver fuente y consulta Wikidata.

## Enlaces referencias
1. 1 2 3  «Kumulierte Betrachtung Januar – Dezember 2014» (en alemán). ADV. Archivado desde el original el 5 de febrero de 2015. Consultado el 13 de febrero de 2015.
2. ↑  Aeropuerto de Dusseldorf Weeze (Código IATA: NRN)